# Tiro com arco nos Jogos Olímpicos de Verão de 1908

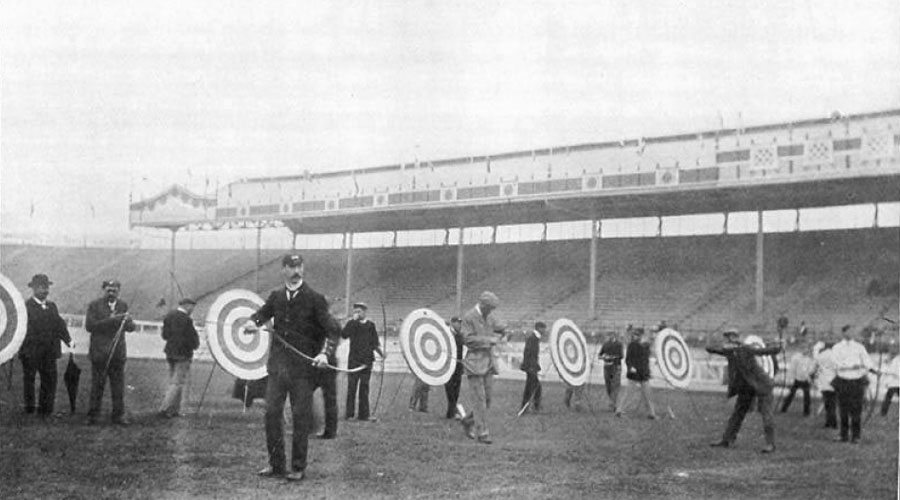
Disputa do tiro com arco durante os Jogos Olímpicos de Londres 1908

O tiro com arco nos Jogos Olímpicos de Verão de 1908 foi disputado em Londres com três eventos sendo realizados.
A competição contou apenas com arqueiros de três países: Reino Unido com 41 arqueiros (25 mulheres e 16 homens), França com 15 arqueiros (todos homens) e os Estados Unidos com apenas um arqueiro do sexo masculino.

## York duplo masculino
| Pos. | País                 | Atletas                 |
| ---- | -------------------- | ----------------------- |
|      | Grã-Bretanha (GBR)   | William Dod             |
|      | Grã-Bretanha (GBR)   | Reginald Brooks-King    |
|      | Estados Unidos (USA) | Henry Barber Richardson |

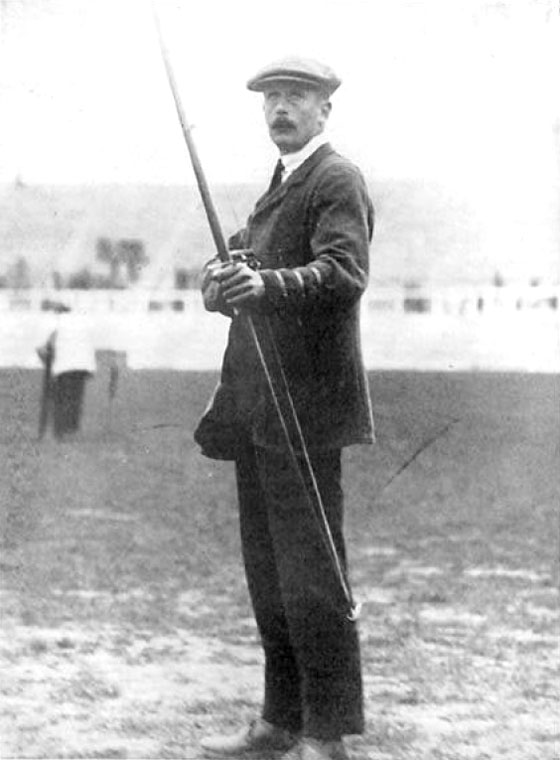
O britânico Willian Dod conquistou o ouro na categoria york duplo

A prova de york duplo em Londres foi totalmente dominada por competidores do Reino Unido. Os locais garantiram as três medalhas em disputa e não deram chances aos franceses e ao único arqueiro dos Estados Unidos. A disputa ocorreu entre os dias 17 e 18 de julho.
Classificação final
| Pos. | Arqueiro                | País           | Placar   |
| ---- | ----------------------- | -------------- | -------- |
| 1    | William Dod             | Reino Unido    | 815      |
| 2    | Reginald Brooks-King    | Reino Unido    | 768      |
| 3    | Henry Barber Richardson | Estados Unidos | 760      |
| 4    | John Penrose            | Reino Unido    | 709      |
| 5    | John Bridges            | Reino Unido    | 687      |
| 6    | Harold James            | Reino Unido    | 652      |
| 7    | Theodore Robinson       | Reino Unido    | 647      |
| 8    | Hugh Nesham             | Reino Unido    | 643      |
| 9    | John Keyworth           | Reino Unido    | 622      |
| 10   | Charles Perry-Keene     | Reino Unido    | 543      |
| 11   | Capel Pownall           | Reino Unido    | 532      |
| 12   | John Stopford           | Reino Unido    | 530      |
| 13   | Robert Backhouse        | Reino Unido    | 516      |
| 14   | Robert Heathcote        | Reino Unido    | 476      |
| 15   | Geoffrey Cornewall      | Reino Unido    | 430      |
| 16   | Henri Berton            | França         | 425      |
| 17   | Eugène Richez           | França         | 418      |
| 18   | Charles Coates          | Reino Unido    | 413      |
| 19   | Eugène Grisot           | França         | 410      |
| 20   | Louis Vernet            | França         | 385      |
| 21   | R. H. Bagnall-Oakeley   | Reino Unido    | 374      |
| 22   | Louis Salingre          | França         | 347      |
| 23   | Albert Dauchez          | França         | 280      |
| 24   | Charles Quervel         | França         | 241      |
| 25   | Edouard Beaudoin        | França         | 215      |
| 26   | Gustave Cabaret         | França         | 191      |
| 27   | Alfred Poupart          | França         | 36 (N/C) |

N/C - não completou

## Estilo continental masculino
| Pos. | País         | Atletas         |
| ---- | ------------ | --------------- |
|      | França (FRA) | Eugène Grisot   |
|      | França (FRA) | Louis Vernet    |
|      | França (FRA) | Gustave Cabaret |

Diferente das disputas do york duplo, no estilo continental a prova foi totalmente dominada por arqueiros franceses. Apenas um britânico e um estadunidense disputaram a prova, ficando longe das chances de medalha. A disputa ocorreu no dia 20 de julho.
Classificação final
| Pos. | Arqueiro                | País           | Placar |
| ---- | ----------------------- | -------------- | ------ |
| 1    | Eugène Grisot           | França         | 263    |
| 2    | Louis Vernet            | França         | 256    |
| 3    | Gustave Cabaret         | França         | 255    |
| 4    | Charles Aubras          | França         | 231    |
| 5    | Charles Quervel         | França         | 223    |
| 6    | Albert Dauchez          | França         | 222    |
| 7    | Louis Salingre          | França         | 215    |
| 8    | Henri Berton            | França         | 212    |
| 9    | Eugène Richez           | França         | 210    |
| 10   | Edouard Beaudoin        | França         | 206    |
| 11   | Charles Vallié          | França         | 193    |
| 12   | John Keyworth           | Reino Unido    | 190    |
| 13   | Émile Fisseux           | França         | 185    |
| 14   | Jean Louis de la Croix  | França         | 177    |
| 15   | Henry Barber Richardson | Estados Unidos | 171    |
| 16   | Alfred Poupart          | França         | 155    |
| 17   | Oscar Jay               | França         | 134    |

## Nacional duplo feminino
| Pos. | País               | Atletas            |
| ---- | ------------------ | ------------------ |
|      | Grã-Bretanha (GBR) | Queenie Newall     |
|      | Grã-Bretanha (GBR) | Lottie Dod         |
|      | Grã-Bretanha (GBR) | Beatrice Hill-Lowe |

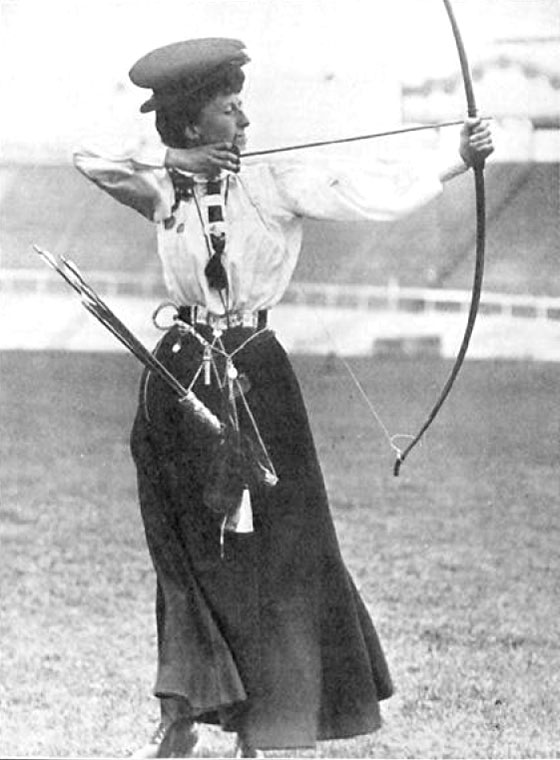
Sybil "Queenie" Newall do Reino Unido venceu a categoria nacional duplo

Na única prova feminina do tiro com arco em 1908, apenas arqueiras do Reino Unido participaram do evento. A disputa ocorreu entre os dias 17 e 18 de julho.
Classificação final
| Pos. | Arqueira                  | País        | Placar |
| ---- | ------------------------- | ----------- | ------ |
| 1    | Queenie Newall            | Reino Unido | 688    |
| 2    | Lottie Dod                | Reino Unido | 642    |
| 3    | Beatrice Hill-Lowe        | Reino Unido | 618    |
| 4    | Jessie Wadworth           | Reino Unido | 605    |
| 5    | G. W. H. Honnywill        | Reino Unido | 587    |
| 6    | S. H. Armitage            | Reino Unido | 582    |
| 7    | V. W. H. Priestley-Foster | Reino Unido | 553    |
| 8    | Lillian Wilson            | Reino Unido | 534    |
| 9    | Mary Wadworth             | Reino Unido | 522    |
| 10   | M. Boddam-Whetham         | Reino Unido | 510    |
| 11   | Gertrude Appleyard        | Reino Unido | 503    |
| 12   | E. Nott-Bower             | Reino Unido | 503    |
| 13   | Norma Robertson           | Reino Unido | 500    |
| 14   | Margaret Weedon           | Reino Unido | 498    |
| 15   | Albertine Thackwell       | Reino Unido | 484    |
| 16   | Doris E. Day              | Reino Unido | 483    |
| 17   | K. G. Mudge               | Reino Unido | 465    |
| 18   | S. C. Babington           | Reino Unido | 451    |
| 19   | Christine Cadman          | Reino Unido | 427    |
| 20   | Martina Hyde              | Reino Unido | 419    |
| 21   | Everett Leonard           | Reino Unido | 410    |
| 22   | Ina Wood                  | Reino Unido | 387    |
| 23   | J. Vance                  | Reino Unido | 385    |
| 24   | H. Rushton                | Reino Unido | 323    |
| 25   | Hilda Williams            | Reino Unido | 316    |

## Quadro de medalhas do tiro com arco
| Ordem | País               | Medalha de ouro | Medalha de prata | Medalha de bronze | Total |
| ----- | ------------------ | --------------- | ---------------- | ----------------- | ----- |
| 1     | GBR Grã-Bretanha   | 2               | 2                | 1                 | 5     |
| 2     | FRA França         | 1               | 1                | 1                 | 3     |
| 3     | USA Estados Unidos | 0               | 0                | 1                 | 1     |